# Maïski (kraï de Khabarovsk)
Pour les articles homonymes, voir Maïski (homonymie).
Maïski (en russe : Ма́йский) est une commune urbaine du raïon de Sovetskaïa Gavan du kraï de Khabarovsk, en Russie. Elle forme l'établissement urbain de Maïski, et se trouve en Extrême-Orient russe. Sa population s'élevait à 1 839 habitants en 2023.    

## Géographie
La commune urbaine de Maïski se situe en Extrême-Orient russe, dans le kraï de Khabarovsk, dans le district fédéral d'Extrême-Orient. La localité se trouve dans le raïon de Sovetskaïa Gavan, une des raïons du kraï, et forme l'établissement urbain de Maïski, une municipalité du raïon, dont elle est la seule localité,,.
Maïski, comme tout le kraï de Khabarovsk, est située dans le fuseau horaire MSK+7 (heure de Vladivostok). Le décalage horaire appliqué par rapport au temps universel coordonné est +10:00.

## Démographie
Recensements (*) et estimations de la population:
| 2002* | 2010* | 2021* | 2023  | - |
| ----- | ----- | ----- | ----- | - |
| 2 970 | 2 598 | 1 951 | 1 839 | - |